# Reaching Out (Rock Therapy)
"Reaching Out" is een nummer van de gelegenheidsformatie Rock Therapy. Het verscheen in 1996 als single. In 2005 werd het door Queen + Paul Rodgers als eerste nummer tijdens hun tournee gespeeld. Een versie verscheen dat jaar op het livealbum Return of the Champions en werd in een medley met "Tie Your Mother Down" uitgebracht als single.

## Achtergrond
"Reaching Out" is geschreven door Don Black en Andy Hill. In de versie van Rock Therapy is het geproduceerd door Hill, terwijl de versie van Queen + Paul Rodgers is geproduceerd door Joshua J. Macrae, Justin Shirley-Smith en Peter Brandt. Rock Therapy was een gelegenheidsformatie die in 1996 werd opgericht door Queen-gitarist Brian May en The Rolling Stones-drummer Charlie Watts. Bij het project werden ook gastzangers Sam Brown, Andy Fairweather Low, Paul Rodgers, Lulu en Shara Nelson betrokken. De groep bracht een cd met 3 nummers uit, naast de titeltrack waren dit akoestische en instrumentale versies van het nummer. De opbrengsten van de single gingen naar het Nordoff-Robbins Music Therapy Centre gingen, een organisatie die kinderen met special needs helpt om met elkaar te communiceren met behulp van muziek.
In 2005 gingen de overgebleven Queen-leden, Brian May en Roger Taylor, met Paul Rodgers op tournee onder de naam Queen + Paul Rodgers. "Reaching Out" was hierbij, in een medley met "Tie Your Mother Down", het eerste nummer dat zij speelden tijdens hun concerten. Het concert in de Sheffield Hallam FM Arena op 9 mei 2005 werd opgenomen en uitgebracht op het livealbum Return of the Champions. "Reaching Out" / "Tie Your Mother Down" werd uitgebracht als single ter promotie van dit album en bereikte wereldwijd een aantal hitlijsten. Het werd de grootste hit in Italië, waar het tot plaats 22 kwam. In Nederland bereikte de single plaats 33 in de Top 40 en plaats 27 in de Single Top 100. Deze versie van het nummer werd in 2009 door Eminem gesampled op zijn single "Beautiful".

## Hitnoteringen

### Nederlandse Top 40
| Hitnotering: 17-09-2005 t/m 01-10-2005 | Hitnotering: 17-09-2005 t/m 01-10-2005 | Hitnotering: 17-09-2005 t/m 01-10-2005 | Hitnotering: 17-09-2005 t/m 01-10-2005 | Hitnotering: 17-09-2005 t/m 01-10-2005 |
| Week                                   | 1                                      | 2                                      | 3                                      |                                        |
| -------------------------------------- | -------------------------------------- | -------------------------------------- | -------------------------------------- | -------------------------------------- |
| Nummer                                 | 37                                     | 33                                     | 38                                     | uit                                    |

### Single Top 100
| Hitnotering: 03-09-2005 t/m 08-10-2005 | Hitnotering: 03-09-2005 t/m 08-10-2005 | Hitnotering: 03-09-2005 t/m 08-10-2005 | Hitnotering: 03-09-2005 t/m 08-10-2005 | Hitnotering: 03-09-2005 t/m 08-10-2005 | Hitnotering: 03-09-2005 t/m 08-10-2005 | Hitnotering: 03-09-2005 t/m 08-10-2005 | Hitnotering: 03-09-2005 t/m 08-10-2005 |
| Week                                   | 1                                      | 2                                      | 3                                      | 4                                      | 5                                      | 6                                      |                                        |
| -------------------------------------- | -------------------------------------- | -------------------------------------- | -------------------------------------- | -------------------------------------- | -------------------------------------- | -------------------------------------- | -------------------------------------- |
| Nummer                                 | 29                                     | 27                                     | 41                                     | 36                                     | 69                                     | 79                                     | uit                                    |